# 遜柱
遜柱（穆麟德轉寫：sunju，1650年—1733年），董鄂氏，滿洲鑲紅旗人，清朝官员、清朝兵部尚書。
逊柱笔帖式出身，历任工部主事、户部郎中、御史、翰林院侍读学士、内阁学士、盛京工部侍郎。召改任吏部左侍郎。康熙五十六年四月丙申（1717年5月22日），接替殷特布，擔任清朝兵部尚書，后改吏部尚書。由法海接任。雍正五年（1727年），署大学士，不久授文渊阁大学士兼兵部尚书。逊柱管理兵部十六年。十年（1732年），年老不兼兵部。十一年（1733年），逊柱致仕，遜柱去世，年八十四，雍正帝谕褒“醇厚和平”，赐祭葬。